# Victor Lamme
Victor Lamme (Casablanca, 26 januari 1959) is een Nederlands hersenonderzoeker. Hij is hoogleraar cognitieve neurowetenschap bij de afdeling psychologie aan de Universiteit van Amsterdam. Hij is vooral bekend van zijn onderzoek naar vrije wil, visuele waarneming en bewustzijn.

## Loopbaan
Lamme studeerde van 1978 tot 1988 geneeskunde aan de Universiteit van Amsterdam. Vervolgens promoveerde hij in 1992 aan het Interuniversitair Oogheelkundig Instituut. Daarna verrichtte hij onderzoek bij achtereenvolgens het MIT in Boston, de Universiteit van Amsterdam, en aan het Nederlands Herseninstituut. In 2002 trad hij aan als hoogleraar aan de Universiteit van Amsterdam als op de leerstoel Cognitieve Neurowetenschap.
In 2006 en 2010 publiceerde Lamme twee artikelen die aan de basis stonden van de recurrent processing theorie (RPT) van het bewustzijn.

## Publicaties
Over de recurrent processing theory:
- '(en) Lamme, Victor A.F.  (2006-11). Towards a true neural stance on consciousness. Trends in Cognitive Sciences  10 (11): 494–501. DOI:10.1016/j.tics.2006.09.001.
- (en) Lamme, Victor A. F.  (18 augustus 2010). How neuroscience will change our view on consciousness. Cognitive Neuroscience  1 (3): 204–220. ISSN:1758-8928. DOI:10.1080/17588921003731586.

Naast tal van wetenschappelijke publicaties publiceerde Lamme ook een aantal werken voor een breder publiek:
- Lamme, Victor (2010). De vrije wil bestaat niet.
- Lamme, Victor (2017). WAAROM? Op zoek naar wat ons werkelijk drijft.. Hierin beschrijft hij de drie 'knoppen' in het brein die ons maken tot wat we zijn.